# コール (映画)
『コール』（原題: Trapped）は、2002年に製作されたアメリカ映画。アメリカのベストセラー小説家グレッグ・アイルズの『24時間』が原作。

## ストーリー
オレゴン州ポートランド。将来有望な医師で夫・ウィルと6歳の娘・アビーの3人で幸せな生活を送っていたカレン。しかし、ウィルがシアトルへ出張した日、カレンの前にジョーと名乗る見知らぬ男が現れ、「仲間がアビーを誘拐した」、と告げる。
30分ごとに連絡を取り続け、連絡を怠ればアビーを殺すと脅され、抵抗できないカレン。やがて、アビーは山小屋に、ウィルはシアトルのホテルの一室に監禁される。
犯人一味の周到な計画は順調に進むかに思われたが、アビーが重度の喘息を患っており、薬を飲まなければ死に至る可能性もあると聞き、ジョーは激しく動揺する。

## キャスト
※括弧内は日本語吹替
- カレン・ジェニングス - シャーリーズ・セロン（岡寛恵）
- アビー・ジェニングス - ダコタ・ファニング（神田朱未）
- ウィル・ジェニングス - スチュアート・タウンゼント（小山力也）
- ジョー・ヒッキー - ケヴィン・ベーコン（咲野俊介）
- シェリル・ヒッキー - コートニー・ラブ（山像かおり）
- マーヴィン・プール - プルイット・テイラー・ヴィンス（横島亘）
- ハンク・フェリス - スティーヴ・ランキン
- チャルマーズ捜査官 - ゲイリー・チョーク
- ジョアン・エヴァンス - コリーン・キャンプ

## スタッフ
- 監督：ルイス・マンドーキ
- 製作：ルイス・マンドーキ、ミミ・ポーク・ギトリン
- 製作総指揮：マーク・キャントン、ニール・キャントン、リック・ヘス、ハンノ・ヒュース、グレン・バラード
- 原作：『24時間』（グレッグ・アイルズ、講談社文庫刊）
- 脚本：グレッグ・アイルズ
- 撮影：フレデリック・エルムズ、ピョートル・ソボチンスキー
- 編集：ジェリー・グリーンバーグ
- 音楽：ジョン・オットマン

## その他
- 主演はセロンであり、娘・アビーはあくまで脇役であるが、日本国内では公開に先駆け『ダコタ・ファニングの最新作』とキャッチコピーが振られた。
- この作品での共演がきっかけでセロンとタウンゼントは交際を始めた。